# Хуньчунь
Хуньчунь (кит. упр. 珲春, пиньинь Húnchūn; кор. 훈춘) — городской уезд Яньбянь-Корейского автономного округа китайской провинции Гирин, расположенный на правом берегу реки Хуньчуньхэ, на стыке государственной границы с Россией (Приморский край) и КНДР (Хамгён-Пукто). На чжурчжэньском языке слово «хуньчунь» означает «приграничье».

## География

### Климат
Климат города умеренный муссонный. Зима холодная и солнечная, с малым количеством осадков и низкой влажностью воздуха. Лето жаркое и дождливое, с высокой влажностью воздуха.
| Показатель                    | Янв.  | Фев.  | Март  | Апр. | Май  | Июнь | Июль | Авг. | Сен. | Окт. | Нояб. | Дек.  | Год   |
| ----------------------------- | ----- | ----- | ----- | ---- | ---- | ---- | ---- | ---- | ---- | ---- | ----- | ----- | ----- |
| Абсолютный максимум, °C       | 9,2   | 12,4  | 20,3  | 33,6 | 33,4 | 36,9 | 35,6 | 36,2 | 31,3 | 27,3 | 19,3  | 9,9   | 36,9  |
| Средний суточный максимум, °C | −5,3  | −0,7  | 5,8   | 14,4 | 19,7 | 22,3 | 25,0 | 26,6 | 22,6 | 15,6 | 4,9   | −3,2  | 12,3  |
| Средняя температура, °C       | −10,8 | −6,8  | −0,3  | 7,4  | 12,9 | 16,9 | 20,5 | 21,8 | 16,3 | 8,7  | −0,8  | −8,2  | 6,5   |
| Средний суточный минимум, °C  | −15,7 | −12,4 | −5,9  | 1,4  | 7,5  | 13,0 | 17,4 | 18,2 | 11,1 | 2,9  | −5,4  | −12,6 | 1,6   |
| Абсолютный минимум, °C        | −27,7 | −27,9 | −24,1 | −7,3 | −0,8 | 5,6  | 8,9  | 8,7  | −1,7 | −9,2 | −21,2 | −23,4 | −27,9 |
| Норма осадков, мм             | 9     | 9     | 13    | 40   | 68   | 94   | 140  | 118  | 75   | 35   | 16    | 9     | 626   |
| Средняя влажность, %          | 53    | 52    | 54    | 60   | 68   | 79   | 84   | 82   | 75   | 63   | 57    | 55    | 65    |
| Источник:                     |       |       |       |      |      |      |      |      |      |      |       |       |       |

## История
В ранних российских источниках был известен как Хунчун. В 1886 году правительствa Китайской и Российской империи подписали здесь Хуньчуньский протокол о границe. В 1889 году была образована Хуньчуньская управа (珲春府). Административный центр управы был обнесён высокой глиняной зубчатой стеной толщиной в 3 сажени (6,4 метра), с барбетами, бойницами и глубоким рвом, так как служил местопребыванием военного губернатора (фудутуна). Близ города был разбит сильно укреплённый китайский лагерь.
Во время Боксёрского восстания, несмотря на сильное вооружение современными орудиями и многочисленный гарнизон, Xуньчунь был взят штурмом отрядом генерала Айгустова в августе 1900 года, и сам город был занят российскими войсками; тогда же Xуньчунь был соединён телеграфом с Гирином и Новокиевкой.
В начале XX века в городе действовала китайская школа русского языка, былo много китайских фирм, ведущих торговлю с Приамурским краем и Кореей. Хуньчунь был центром найма китайских кули (рабочих) на промыслы: трепанговый и морской капусты.
В 1902 году Хуньчуньская управа была объединена с Яньцзиским комиссариатом, а в 1910 году был образован отдельный Хуньчуньский комиссариат (珲春厅). После Синьхайской революции в стране была проведена реформа структуры административного деления, и в 1913 году Хуньчуньский комиссариат был преобразован в уезд Хуньчунь (珲春县).
В августе 1945 года Хуньчунь был освобождён советскими войсками от японской оккупации. По окончании Второй мировой войны правительство Китайской республики осуществило административно-территориальный передел Северо-Востока, и уезд Хуньчунь вошёл в состав провинции Гирин. Во время гражданской войны Хуньчунь оказался на территории, контролируемой китайскими коммунистами, и стал одним из основных центров производства вооружения на Северо-Востоке Китая.
В 1952 году был создан Яньбянь-Корейский автономный район (с 1955 года — Яньбянь-Корейский автономный округ), и уезд Хуньчунь вошёл в его состав. В 1988 году уезд Хуньчунь был преобразован в городской уезд.

## Население
Население города выросло с 5 тыс. чел в конце XIX века до 280 тыс. по переписи 2010 года. Этнический состав населения города издавна носит смешанный характер. Этнические корейцы составляют около половины населения города (47,9 %), многочисленны этнические китайцы (ханьцы) (42,8 % населения). Кроме них в городе сохраняется и 20-тысячная маньчжурская община (9,3 %), которая является автохтонным населением здешних мест до начала массовой китайско-корейской миграции конца XIX века. В делопроизводстве используются китайский и корейский языки, на вывесках также и русский. После того как в 2008 году китайские власти разрешили иностранцам покупать и снимать жилплощадь в Китае, в городе появилось немало российских собственников жилья.

## Административное деление
Городской уезд Хуньчунь делится на 4 уличных комитета, 4 посёлка, 3 волости, 2 национальные волости и 1 пограничную экономическую зону сотрудничества.

## Экономика
С начала 1990-х гг. китайское правительство инвестировало большой объём средств для превращения Хуньчуня в региональный экономический центр. 9 марта 1992 года китайский парламент одобрил создание Хуньчуньской зоны приграничного экономического сотрудничества. При поддержке Госсовета и местного правительства провинции Цзилинь на протяжении 1990-х годов в Хуньчунь было вложено более 4 млрд юаней. 
Активно развиваются трансграничный туризм, розничная торговля, общественное питание, услуги традиционной китайской медицины, косметологии и стоматологии, логистические и транспортные услуги.

### Зонирование
Хуньчуньская зона приграничного экономического сотрудничества была создана в 1992 году, планируемая площадь — 24 км². В рамках данной зоны в 2001 и 2002 годах были созданы Хуньчуньская зона экспортной обработки и Хуньчуньская торговая Российско-китайская зона. Стратегическое расположение зоны на границе трёх государств делает её уникальной. В зоне развита инфраструктура. Основные направления развития — переработка продукции морского хозяйства, биология и фармацевтика, текстильное производство и т. д..
Хуньчуньская зона экспортной обработки занимает 2,44 км² в рамках более крупной Хуньчуньской зоны приграничного экономического сотрудничества. На данную зону распространяются льготы и привилегии, предоставляемые пограничной зоне сотрудничества.
Основной источник технической воды в городе — водохранилище Луншаньшуйку (озеро Драконьей горы).

### Внешняя торговля
Хуньчунь является важным узлом ввоза сжиженного углеводородного газа и сжиженного природного газа из России. Через железнодорожный и автомобильный пропускные пункты в Россию экспортируется значительная часть товаров, произведённых в Северном и Восточном Китае, в том числе автомобили, аккумуляторы и солнечные панели. В первом полугодии 2021 года внешнеторговый грузооборот через железнодорожный переход Хуньчунь превысил 2 млн тонн, увеличившись на 300 % в годовом выражении. В 2022 году общий товарооборот сухого порта Хуньчунь с Россией составил 14 млрд юаней, увеличившись на 32 % в годовом исчислении.
По железнодорожной ветке Хуньчунь — Махалино осуществляется регулярное сообщение по маршруту Чанчунь — Европа, а специальные грузовые поезда с морепродуктами регулярно курсируют между Китаем и Россией по маршруту Хуньчунь — Зарубино. В 2022 году начали курсировать контейнерные поезда между Хуньчунем и Москвой.

## Транспорт
Интенсивное экономическое развитие города в 1990-е годы требовало доступа к мировому океану, к которому когда-то выходил местный «морской шёлковый путь» по долине реки Туманган. Ныне территорию КНР от Японского моря отделяет 5-километровая полоса российской территории. Расстояние до границы с Россией по прямой от города составляет 14,5 км, до порта Посьет — 42 км. 
В начале 1990-х годов правительство провинции Цзилинь одобрило создание железнодорожной ветки и автомагистрали до Хуньчуня. Хуньчунь был связан мостом с северокорейским городом Вончон (корейский: 원정). Мост был впервые построен во время японской оккупации в 1938 году. В 2010 году мост был включен в программу модернизации инфраструктуры города Расон, подписанную между правительствами КНР и Северной Кореи.
Важным логистическим узлом является Хуньчуньская комплексная бондовая зона, чей внешнеторговый оборот в 2022 году достиг 5,63 млрд юаней, увеличившись на 165,6 % в годовом исчислении. 

### Железнодорожный
Железнодорожная магистраль связывает Хуньчунь с Махалино (станция на ветке Уссурийск — Хасан, за 41 км до станции Хасан), она начала функционировать с февраля 2000 года. По дороге экспортируют в Россию и Европу бытовые товары, электромобили и аккумуляторы.
В 2015 году введена в эксплуатацию скоростная (250 км/ч) пассажирская железная дорога от Чанчуня через Гирин на Хуньчунь. Высказываются предложения продлить эту дорогу до Владивостока.
В шэньянских газетах дорогу описывают как «самую красивую в Маньчжурии» (из-за ландшафта, по которому она проходит) и «самый быстрый путь во Владивосток» (4 часа на поезде от Шэньяна до Хуньчуня, плюс 4 часа на автобусе от Хуньчуня до Владивостока).